# Miracle Fortress
Miracle Fortress — канадский музыкальный проект, играющий инди-поп. Его возглавляет Грэм Ван Пелт, который является также участником группы Think About Life.

## История
Первый релиз проекта — пятитрековый мини-альбом Watery Grave вышел в 2005 году. В 2007 году группа издала дебютный альбом Five Roses на Secret City Records. 10 июля 2007 года Five Roses был заявлен в числе номинантов на премию Polaris. Третий альбом Miracle Fortress Was I the Wave? был выпущен в 2011 году.

## Состав
Хотя Miracle Fortress является главным образом проектом Ван Пелта, во время концертов к нему присоединяются другие музыканты. В 2007 году Ван Пелт принял в состав барабанщика Джордана Робсона-Крамера из Sunset Rubdown и Magic Weapon, гитаристку Джесси Стайн из SS Cardiacs и The Luyas и клавишника Адама Уэйто из Telefauna. Следующие музыканты принимают участие в выступлениях проекта:
- Натан Уорд (Nathan Ward)
- Адам Уэйто (Adam Waito)
- Джесси Стайн (Jessie Stein)

## Дискография
- Watery Grave EP (2005, самиздат)
- Have You Seen In Your Dreams 12" (2007, Secret City Records, Rough Trade Records)
- Five Roses (2007, Secret City Records)
- Maybe Lately 7" (2008, Rough Trade Records)
- Was I the Wave? (2011, Secret City Records)